# 3-Ketovalidoksilaminska C-N-lijaza
3-Ketovalidoksilaminska C-N-lijaza (EC 4.3.3.1, 3-ketovalidoksilamin A C-N-lijaza, p-nitrofenil-3-ketovalidamin p-nitroanilin lijaza, 4-nitrofenil-3-ketovalidamin 4-nitroanilin-lijaza) je enzim sa sistematskim imenom 4-nitrofenil-3-ketovalidamin 4-nitroanilin-lijaza (formira 5-D-(5/6)-5-C-(hidroksimetil)-2,6-dihidroksicikloheks-2-en-1). Ovaj enzim katalizuje sledeću hemijsku reakciju
4-nitrofenil-3-ketovalidamin {\displaystyle \rightleftharpoons } 4-nitroanilin + 5-D-(5/6)-5-C-(hidroksimetil)-2,6-dihidroksiciklohex-2-en-1-on
Za dejstvo ovog enzima je neophodan jon Ca2+.

## Literatura
- Nicholas C. Price; Lewis Stevens (1999). Fundamentals of Enzymology: The Cell and Molecular Biology of Catalytic Proteins (Third изд.). USA: Oxford University Press. ISBN 019850229X.
- Eric J. Toone (2006). Advances in Enzymology and Related Areas of Molecular Biology, Protein Evolution (Volume 75 изд.). Wiley-Interscience. ISBN 0471205036.
- Branden C; Tooze J. Introduction to Protein Structure. New York, NY: Garland Publishing. ISBN 0-8153-2305-0.
- Irwin H. Segel. Enzyme Kinetics: Behavior and Analysis of Rapid Equilibrium and Steady-State Enzyme Systems (Book 44 изд.). Wiley Classics Library. ISBN 0471303097.

## Spoljašnje veze
- 3-ketovalidoxylamine+C-N-lyase на 